# Bettina Westle
Bettina Westle (* 1956 in Frankfurt am Main) ist eine deutsche Politikwissenschaftlerin. 
Ihre Tätigkeitsschwerpunkte liegen in den Bereichen der empirischen Demokratieforschung und der sozialwissenschaftlichen Methoden.
Ihre Promotion über die „Legitimität des politischen Systems“ erfolgte 1988 an der Universität Mannheim, wo sie sich 1997 auch zur „Kollektiven Identität in Deutschland“ habilitierte. Von 1997 bis 2000 folgten Professurvertretungen in Bielefeld, Mainz und Nürnberg. 2001 wurde Westle an den Lehrstuhl für Politische Wissenschaft der Universität Erlangen-Nürnberg berufen, seit 2005 hat sie den Lehrstuhl für Methoden der Politikwissenschaft und der empirischen Demokratieforschung in Marburg inne.
Bettina Westle ist gegenwärtig in unterschiedlichen Gremien vertreten (Allbus-Beirat, Vox Schweiz-Beirat, Präsidium der Deutschen Gesellschaft für Wahlforschung etc.).
Westle ist Mitglied des Präsidiums der Deutschen Gesellschaft für Wahlforschung.

## Veröffentlichungen (Auswahl)
- Bettina Westle: Kollektive Identität in Deutschland – Entwicklungen und Zwischenbilanz. In: Keil, Silke I./Thaidigsmann, S. Isabell (Hg.): Zivile Bürgergesellschaft und Demokratie. Aktuelle Ergebnisse der empirischen Forschung. Festschrift für Oskar W. Gabriel zum 65. Geburtstag. Wiesbaden: Springer VS 2013, S. 273–298.
- Bettina Westle: Politische Identification and trust – resources of support for the European Union? In: Kaina, Viktoria/Karolewski, Ireneusz Pawel (Hg.): "Europe's Blues and Europe's Future" – Civic resources for a European Union in trouble. London & New York: Routledge 2012, S. 15–36.
- Bettina Westle: "Politisches Postdemokratien?" Zur Wahrnehmung der Parteien auf der ideologischen Links-Rechts-Skala: Großbritannien, Frankreich und Deutschland. In: Zeitschrift für Vergleichende Politikwissenschaft, H. 2, 2012, S. 255–301.
- Oscar W. Gabriel, Bettina Westle: Wählerverhalten in der Demokratie: eine Einführung. Baden-Baden: Nomos Verlag 2012.
- Bettina Westle: European Identity as a Contrast or an Extension of National Identity? In: Salzborn, Samuel/Davidow, Eldad/Reinecke, Jost (Hg.): Methods, Theories, and Empirical Applications in the Social Sciences. Festschrift für Peter Schmidt. Wiesbaden: Springer VS 2012, S. 249–254.
- Bettina Westle: Politisches Wissen in Deutschland. Ein Vergleich von Bürgern mit türkischem Migrationshintergrund und einheimischen Deutschen. In: Zeitschrift für Parlamentsfragen, Jg. 42, Nr. 4, 2011, S. 835–850.
- Bettina Westle: Orientierungen gegenüber Demokratie und Rechtsextremismus im Vergleich der Geschlechter. In: Birsl, Ursula (Hg.): Rechtsextremismus und Gender. Opladen u. a.: Budrich 2011, S. 211–240.
- Bettina Westle: Methoden der Politikwissenschaft. Baden-Baden: Nomos Verlag 2009.
- Steffen Kühnel, Oskar Niedermayer, Bettina Westle: Wähler in Deutschland. Sozialer und politischer Wandel, Gender und Wahlverhalten. Wiesbaden: Verlag für Sozialwissenschaften 2009.
- Bettina Westle, Oscar W. Gabriel: Politische Kultur. Eine Einführung. Baden-Baden: Nomos Verlag 2009.
- Bettina Westle, Oscar W. Gabriel: Sozialkapital. Eine Einführung. Baden-Baden: Nomos Verlag 2008.
- Bettina, Westle: Kollektive Identität im vereinten Deutschland – Nation und Demokratie in der Wahrnehmung der Deutschen. Opladen: Leske + Budrich 1999.
- Bettina, Westle: Politische Legitimität – Theorien, Konzepte, empirische Befunde. Baden-Baden: Nomos Verlag 1989.